# Smitinandia micrantha
Smitinandia micrantha är en orkidéart som först beskrevs av John Lindley, och fick sitt nu gällande namn av Richard Eric Holttum. Smitinandia micrantha ingår i släktet Smitinandia och familjen orkidéer. Inga underarter finns listade i Catalogue of Life.

## Bildgalleri

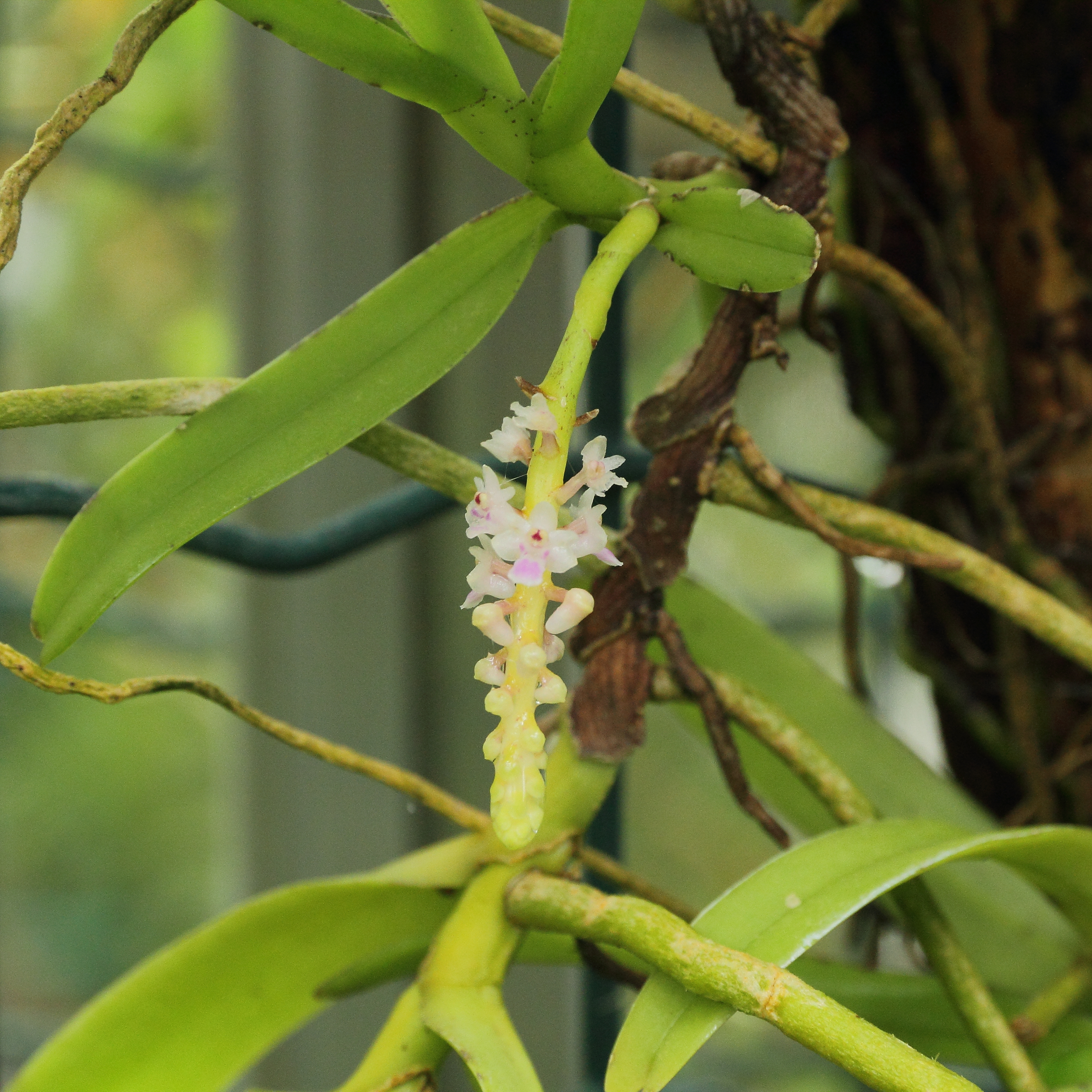
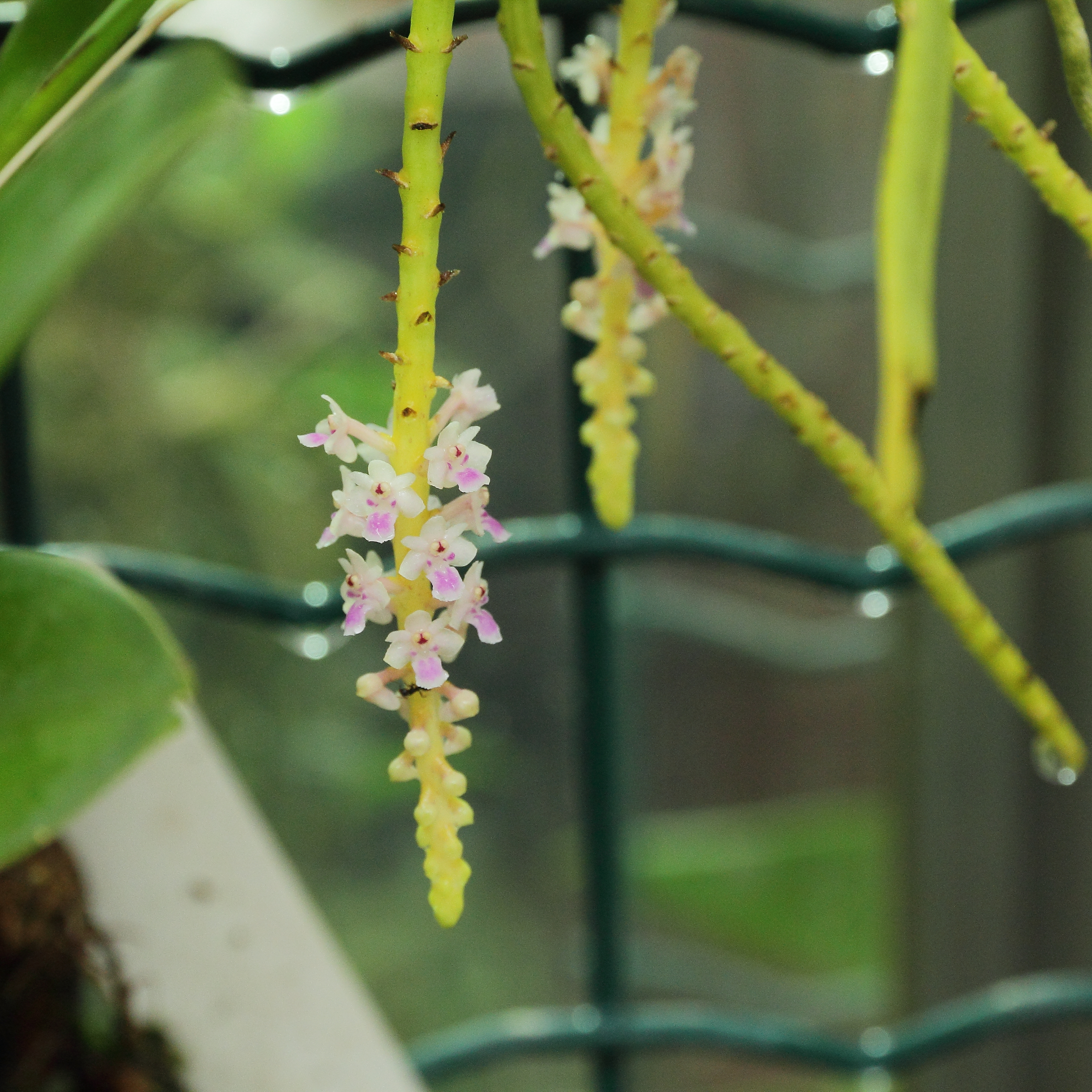
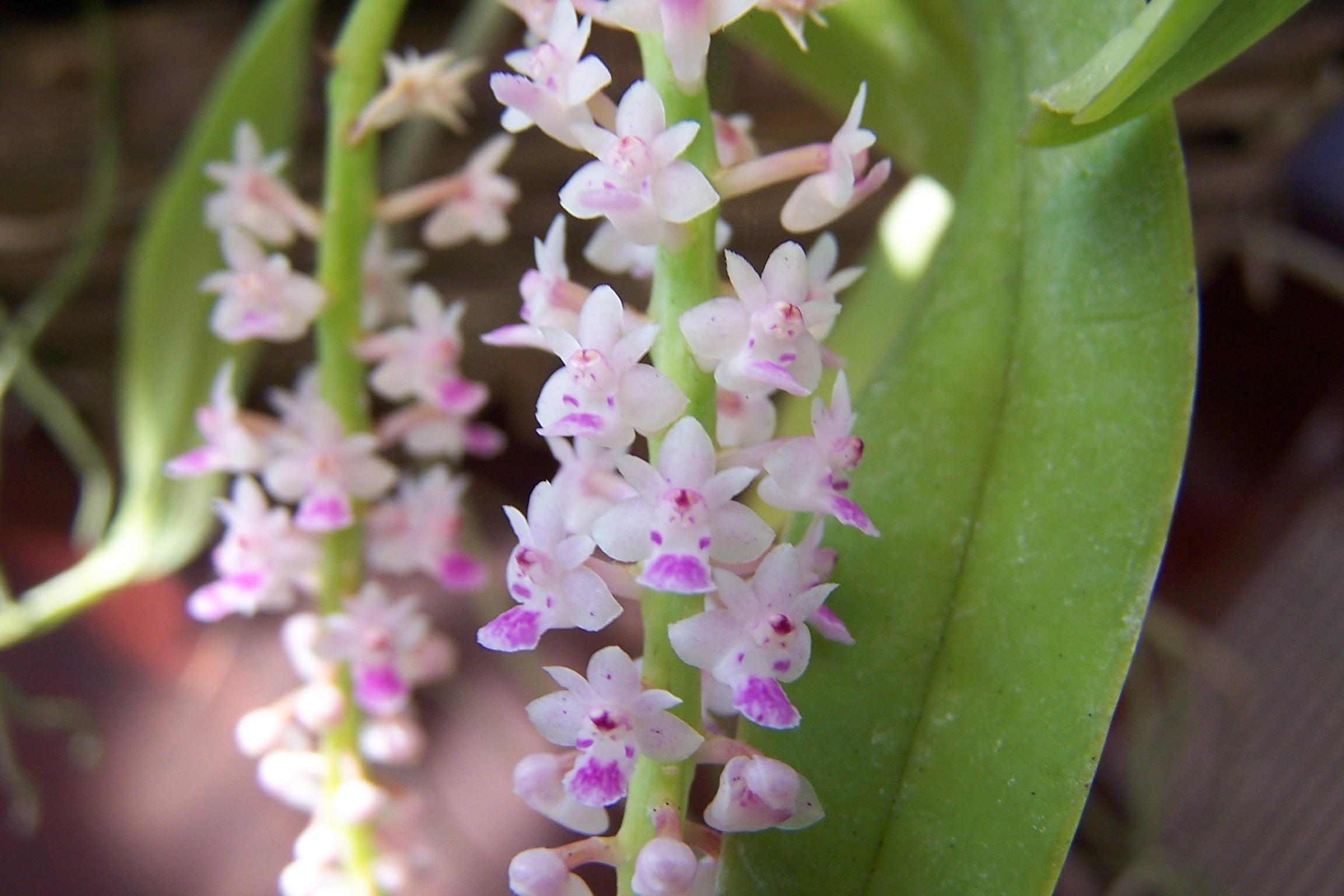